# Луанда (острів)
Луанда (порт. Ilha de Luanda) або Кейп (Кабо) (порт. Ilha do Cabo) — коса біля берега Луанди, столиці Анголи, країни на південно-західному узбережжі континенту. Він складається з низької піщаної смуги, що утворилася в результаті седиментації. В адміністративному плані острів належить до муніципалітету Інгомбота в провінції Луанда. Неподалік від острова розташована фортеця Сан-Мігель. Це район, де жителі можуть відпочити від столичного стресу, особливо у вихідні дні. Різноманітні готелі, клуби з барами та ресторанами, а також блошині ринки та пристані для яхт — привертає увагу туристів.

## Історія
У 1575 році на острів Кейп прибув португальський мореплавець Пауло Діаш де Новайш із кількома сотнями солдатів і поселенців. Територію населяли аксі-лванда, підгрупа народу амбунду, яка підпорядковувалася Королівству Конго. Ці землі були важливим місцем для збору зімбо (мушель), які використовувались валютою короля Конго до прибуття португальців. Португальці оселилися тут на деякий час, отримавши контроль над валютою, після чого вирішили влаштуватися на материку, навпроти острова. Вони стали використовувати ім'я африканських жителів як назву острова й міста, написавши його спочатку «Лоанда», а потім — «Луанда». «Ilha» (острів), як називають місцеві мешканці, з'єднана з містом вузьким проходом і розташована біля підніжжя фортеці Сан-Мігель. 
Тут розташована перша церква — Носса-Сеньйора-ду-Кабо, побудована португальцями в Анголі. Її звели приблизно 40 поселенців у 1575 році, а вже у 1576 році вони перебралися на материк, заснувавши нинішню столицю Луанду.

## Культура
У 1968 році був заснований місцевими жителями карнавальний гурт — «União Mundo da Ilha». Гурт налічує близько 150 членів, а їхній основний стиль танцю — варіна й семба.
На острові розташований спортивний клуб «Наутіко Луанда». Відомою місцевою стравою є муфете і музонге (різновид бульйону).

## Джерело
Вікісховище має мультимедійні дані за темою: Луанда (острів)
- Ilha de Luanda and his traditions [Архівовано 2016-03-03 у Wayback Machine.]

| Острів | Це незавершена стаття про острів, чи острови. Ви можете допомогти проєкту, виправивши або дописавши її. |